# Der Bahnhof von Zimpren
Der Bahnhof von Zimpren ist eine Kurzgeschichte des deutschen Nobelpreisträgers Heinrich Böll, die erstmals 1958 in der Wochenzeitung Die Zeit veröffentlicht wurde.

## Inhalt
Inhalt dieser Kurzgeschichte ist die Entwicklung eines Dorfes zu einer Kleinstadt durch Erdölvorkommen und die rasche Abnahme von Arbeitern in Zimpren und der Aktivität des Personals des neu errichteten Bahnhofs.
Aufgrund von erfolgreichen Erdölbohrungen steigt die Anzahl der Einwohner, so dass eine Kleinstadt entsteht. Die Terra Spes bietet Witwe Klipp das 69-fache für ihr Grundstück an. Sie ist die Einzige im Dorf, die dieses Angebot ablehnt. Zimpren baut einen modernen Bahnhof mit Wartesaal, Aktualitätenkino, Buchhandlung, Speisesaal und einer schnellen Güterabfertigung. Verdiente Bahnbeamte werden nach Zimpren befördert. Der Bahnhof wird zur Schnellzug-Station erhoben. Witwe Klipp und ihr Knecht Goswin stellen die Behauptung auf, man solle der Erde nie trauen. Nach einer Zeit wird der Ölstrahl kleiner bis irgendwann kein Öl mehr fließt. Folge ist die Abreise von Arbeitskräften. Die Terra Spes engagiert einen Sprengspezialisten, der das Öl wieder zum Fließen bringen soll. Dieser Versuch scheitert, Zimpren verödet. Bohrtürme werden abmontiert und Wohnblocks verkauft. Witwe Klipp kauft fast ganz Zimpren auf, da der Grundstückspreis sehr niedrig ist.
Züge halten in Zimpren, wobei nie jemand ein- oder aussteigt. Resultat ist eine Verbitterung der Bahnbeamten. Der Bahnhof dient nur noch 78 Personen, die in Zimpren leben. Da die Planstellen nicht gestrichen werden, müssen sie weiterhin besetzt werden. Zimpren gilt im Verwaltungsbezirk Wöhnisch für Bahnbeamte als Strafbahnhof, da die Tätigkeiten der Beamten sehr bescheiden sind. Die Einnahmen des Bahnhofes betragen in einem Jahr 13 Mark und 80 Pfennig.
Der Bahnvorsteher erhofft sich durch Skandale strafversetzt zu werden. Man kann aber nur nach Zimpren strafversetzt werden, aber nicht von Zimpren weg.